# Chapeau rond rouge
Chapeau rond rouge est un album de littérature jeunesse écrit et illustré par Geoffroy de Pennart, publié en 2004 aux éditions Kaléidoscope. 

## Les personnages
- Chapeau rond rouge
- Le loup
- La grand-mère
- Le docteur
- La maman

## Les thèmes
Conte détourné (Le Petit Chaperon rouge,,), loup, humour.

## Suite
Une suite paraît en 2011, Le Retour de Chapeau rond rouge, où « Geoffroy de Pennart revisite quelques contes de fées avec l’humour, la modernité et la vitalité qu’on lui connaît ».